# Histoire de la Royal Navy

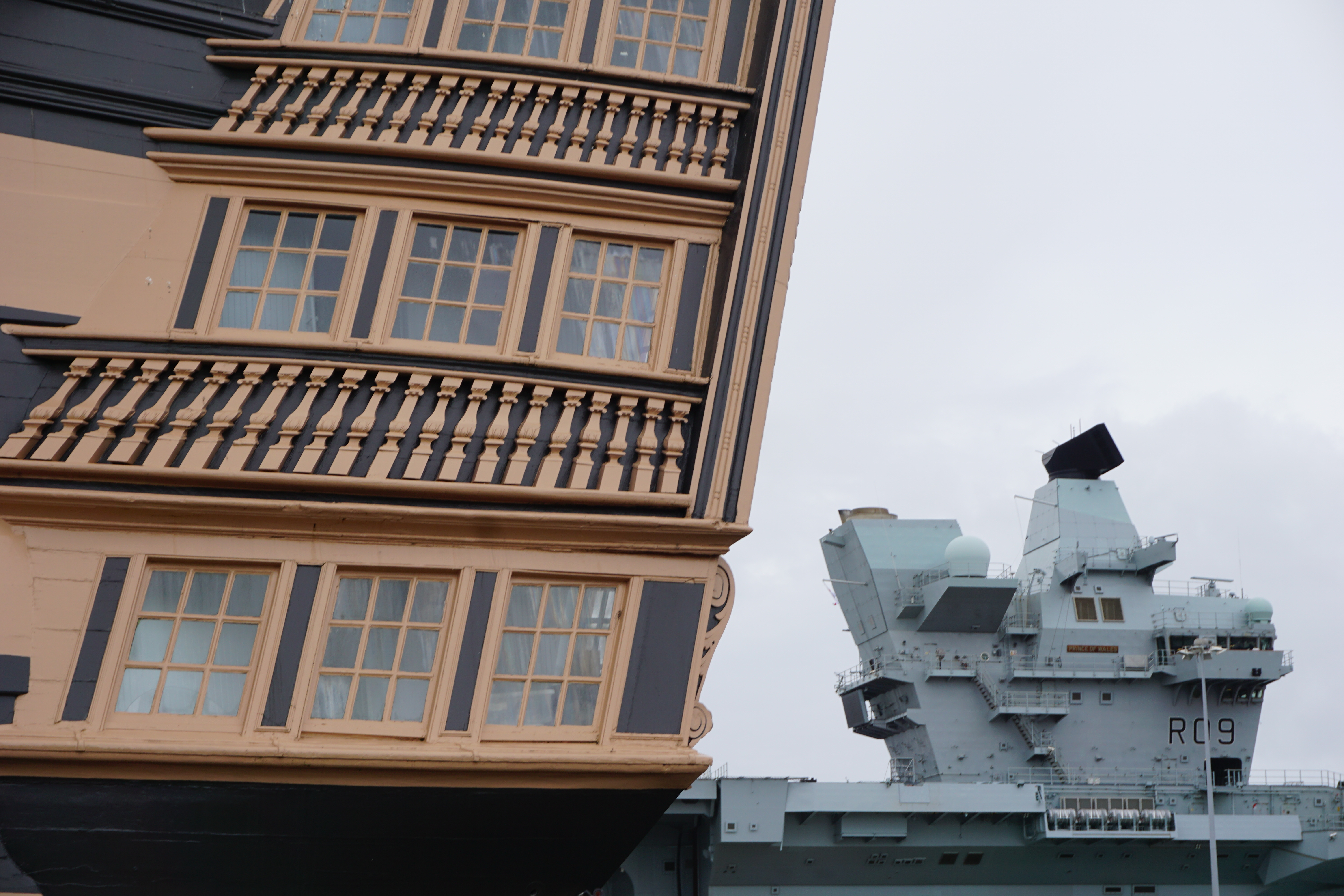
(navire de ligne de 1er rang, 1778) et (porte-avions, 2019), HMNB Portsmouth.

Cet article présente les faits saillants de l'histoire de la Royal Navy, la composante maritime des forces armées britanniques.

## Histoire de la marine britannique

### Les origines
Alfred le Grand est considéré traditionnellement comme le père fondateur de la marine anglaise. En 897, il a un certain nombre de navires à soixante rames, qu'il utilise pour contrer les raids, contre la côte sud de l'Angleterre. Cependant, les raids du début du XIe siècle, de même que le débarquement de Knut le Grand ne semblent pas avoir rencontré une quelconque opposition navale.
Au moment de l'invasion de Guillaume le Conquérant, Harold Godwinson possédait quelques navires qui patrouillaient autour de l'île de Wight, mais ces navires rentrèrent au port trois semaines avant le débarquement. Par la suite, les possessions situées en France nécessitant régulièrement une flotte de transport, voire de combat, il fut exigé de la confédération des Cinq-Ports qu'elle fournisse un total de 57 navires avec un équipage de 21 marins chacun.
Au début du XIIIe siècle, William de Wrotham commande une force de galères utilisée contre Philippe Auguste. En 1212, il aurait existé à Portsmouth, avec dix navires dont le navire amiral Dieulabeni et le transport de chevaux Portjoy, ces bateaux mènent un raid contre la Flandre-Occidentale, sous le commandement de Earl of Salisbury, brûlant plusieurs navires français. Plus tard dans le siècle, des navires sont mentionnés comme ayant supporté plusieurs campagnes militaires, comme la capture de l'île d'Anglesey par Luke de Tony et la tentative de blocus contre l'Écosse de Édouard Ier, pour laquelle ce dernier commande, entre autres, vingt galères de cent vingt rames, en 1294. En 1297, il nomme William de Leyburn, « Admiral of the sea of the King of England » (amiral de la mer du roi d'Angleterre).
Lors de la guerre de Cent Ans, de nombreux raids sont menés à travers la Manche, sans opposition, la plupart du temps du fait de l'absence de communications rapides de l'époque. Le 24 juin 1340, à la bataille de l'Écluse, une flotte d'environ 250 navires, principalement des marchands réquisitionnés, commandée par Édouard III en personne, anéantit la flotte de Philippe VI de Valois à l'ancre dans l'estuaire du Zwin, acquérant ainsi la maîtrise de la mer. Par la suite, il confirme, le 27 août 1350, à la tête de cinquante navires à la bataille des Espagnols sur mer. À cette époque est créée la fonction de clerc des navires royaux, qui est mentionnée en 1344, à la tête de trente quatre navires. Cependant, sous Richard II, la flotte anglaise se disperse, les marchands se rebellant contre les réquisitions à partir de 1370, ne laissant au roi que quatre navires, Henri IV n'en ayant plus que deux en 1409.
Henri V, reconstruit sa marine, en particulier en lançant quelques grands navires, comme le Grace Dieu de 1 400 tonnes et remporte plusieurs batailles navales contre la France, jusqu'en 1417. Il faut de nouveau attendre 1480, pour voir réapparaître une marine importante avec des navires armés de canons, comme le Regent de 1487 et ses 225 couleuvrines.

### La flotte permanente
La première flotte permanente naît avec la Navy Royal, formée par le roi Henry VIII, alors inquiet de la puissance navale grandissante de l'Écosse de Jacques IV, alors allié de la France, qui possédait entre autres le grand vaisseau Great Michael. La flotte anglaise compte à la mort d'Henry VIII, en 1547, 58 vaisseaux dont celui de haut bord, le Mary Rose (il sombre en 1545 !) et de nombreuses galéasses. Ces bateaux furent en partie financés par les ressources récupérées lors de la dissolution des monastères. Pour administrer les infrastructures requises, en 1546, il avait fondé le conseil de la marine qui prit plus tard, le nom de Navy Board, chargé de gérer l'administration quotidienne de la marine.
En 1558, lorsqu'elle monte sur le trône, Élisabeth Ire trouve une flotte diminuée de 27 vaisseaux. Plutôt que de reconstruire une flotte royale, elle s'appuie sur l'initiative privée, en l'occurrence la piraterie, pour mener la lutte contre l'empire maritime espagnol dans l'Atlantique. S'y distinguent particulièrement, John Hawkins et Francis Drake. À cette époque, apparaît la répartition de la marine en trois escadrons qui se classent par la couleur de leur enseigne, soit en ordre décroissant rouge, blanc et bleu.
En 1588, l'Espagne envoie son Invincible Armada couvrir le passage de son armée des Pays-Bas à travers la Manche, pour en finir avec l'Angleterre. Les pirates privés et la marine royale se mobilisent alors et réussissent à repousser l'armada et donc l'invasion. C'est la première grande victoire de la flotte anglaise.
Sous Jacques Ier, la flotte évolue peu, mais le successeur de Jacques Ier, Charles Ier relance la construction navale, et en 1633, cinquante vaisseaux royaux sont disponibles. Ce chiffre chute ensuite à quarante-deux en 1642, à la suite de difficultés de trésorerie du royaume.

### Sous Oliver Cromwell: de 35 à 154 navires entre 1648 et 1660
Le premier des Actes de Navigation fut passé en octobre 1651. Parallèlement, l'Angleterre fit un énorme effort de modernisation de sa flotte, prolongeant celui lancé dans les années 1640, qui avait vu l'Angleterre construire pendant les quatre premières années plus de navires que pendant les 25 précédentes.
L'effort d'investissement fut complété par une loi du 10 novembre 1650, imposant 15 % de taxe sur les navires marchands, l’argent ainsi collecté devant être employé à assurer la protection des convois navals.
À l'éclatement de la guerre civile anglaise, la flotte de trente cinq navires, se range du côté du parlement et s'accroît alors très rapidement jusqu'à parvenir à cent deux bâtiments en 1652. Les tactiques et l'armement évoluent et le combat en ligne de file, laquelle est alors divisée en trois parties ou escadrons, commandés respectivement par un amiral, un vice-amiral et un contre-amiral, est introduit. Lors de la Guerre de Hollande, sous le commandement d'amiraux tel que Robert Blake, elle se révèle un magnifique outil de combat. Quand Charles II monte sur le trône en 1660, l'effectif est de 154 vaisseaux. Le roi change le nom de la flotte en Royal Navy et désigne Samuel Pepys à la tête du Navy Board, où il organise la création de l'amirauté. Suivent deux guerres contre la Hollande en 1664 et 1674, Pepys est finalement écarté en 1688, lors de la déposition de Jacques II.

### L'effort de financement au tournant des années 1700
Le changement des considérations stratégiques entraîna le développement et la prédominance de Portsmouth et Devonport, où un arsenal est créé en 1689. La taille de la Royal Navy augmenta rapidement, grâce au financement par des emprunts d'États contrôlés par le parlement, les navy bills. En 1702, elle comptait déjà 272 vaisseaux, soit 118 de plus que sous Oliver Cromwell. Son financement est facilité par la révolution financière britannique et la mobilisation nationale autour des nouveaux financements de la Glorieuse révolution.
Les conséquences pour les arsenaux étaient doubles. Ils devaient être plus vastes pour accueillir des bateaux plus nombreux et les structures spécifiques comme les cales sèches (bassin asséché dans lequel on peut effectuer des réparations), les ateliers, durent être reconstruits et agrandis pour répondre aux besoins de vaisseaux plus grands.
Edmund Dummer (1651-1713) est considéré par les historiens comme le père de la modernisation de la construction navale et de la Marine britannique dans les années 1690. Superviseur de la Royal Navy britannique entre 1692 et 1699, il a imposé aux constructeurs des formats standards, visés par le parlement, pour les bateaux et pour leurs composants, afin de les rendre interchangeables. Dans les années 1680, il entreprit une visite des grands ports de Méditerranée (Toulon, Marseille, Gênes, Venise, Pise et Gibraltar) et pris note des procédés utilisés, se déclarant particulièrement impressionné par l'arsenal de Venise.
Son travail est facilité, sur le plan financier, par la création de Land Tax en 1693, en pleine guerre de la Ligue d'Augsbourg. Fixée à 4 shilling par livre (une livre étant composée de 20 shilling), son montant augmente chaque année pour représenter 52 % des recettes fiscales britanniques en 1696, avant de diminuer au cours des trois décennies pour revenir au niveau encore élevé de 30 % en 1730. L'État britannique lève aussi des taxes indirectes sur le sucre et le commerce, et s'endette, pour financer les énormes investissements dans la Navy.
C'est sous sa direction que les chantiers navals de cale sèche de Portsmouth et Plymouth se sont développés, la valeur du premier étant triplée en dix ans selon ses propres calculs. Portsmouth, proche d'une forêt et relié à Londres par le réseau fluvial, se voit octroyer en 1690 par le parlement anglais la construction d'une cale sèche et deux cales humides. À Plymouth, chantier plus ancien, le site est agrandi en 1690 puis complètement réorganisé par Dummer en 1694 pour une efficacité maximum.
L'étude de 18 ports du sud de l'Angleterre susceptibles d'accueillir des chantiers navals, qu'il a ensuite rédigée en 1698, riches de nombreuses cartes, graphiques et statistiques, avec l'aide des capitaines James Conaway, Thomas Wiltshaw et William Cruft, est une source d'informations précieuses sur l'état de la marine anglaise à cette époque. Parmi les 18 ports figure celui d'Arundel, sur la rivière Arun, dont il est le député.
Patrick O'Brien, professeur d'histoire économique à la London School of Economics, a montré que la puissance de la Grande-Bretagne n'avait pas été fondée sur le libre-échange mais sur la puissance militaire de la Royal Navy, et une politique élevée de droits de douane grâce au développement d'un État fiscalo-militaire sophistiqué.

### Le rôle des Treize colonies d'Amérique
La construction navale est très tôt la préindustrie la plus dynamique de l'autre côté de l'Atlantique, avec les distilleries et le salage de poissons, selon l'historien Fernand Braudel, et les Treize colonies d'Amérique détiennent elles-mêmes en 1750 une flotte déjà forte de 1 500 vaisseaux. Après la Guerre d'indépendance, la plupart des grands navires restent cependant aux mains des anglais et la nouvelle République américaine doit reconstruire sa flotte.
Le Président George Washington, critiqué après la dissolution des milices dans les États du Sud, décide en 1790 de relancer la marine. Le Congrès, alors situé à Philadelphie, se bat pour créer la première taxe directe sur les propriétaires terriens et la détention d'esclaves, basée sur une estimation de leur valeur afin de financer l'expansion de l'armée et de l'US Navy. Ces nouvelles taxes sont en fait étendues aux maisons, ce qui déclenche la Fries Rebellion, de 1799 dans le sud de la Pennsylvanie du nom de John Fries, qui organise un groupe armé de 400 hommes pour s'y opposer

### L'obtention de la suprématie

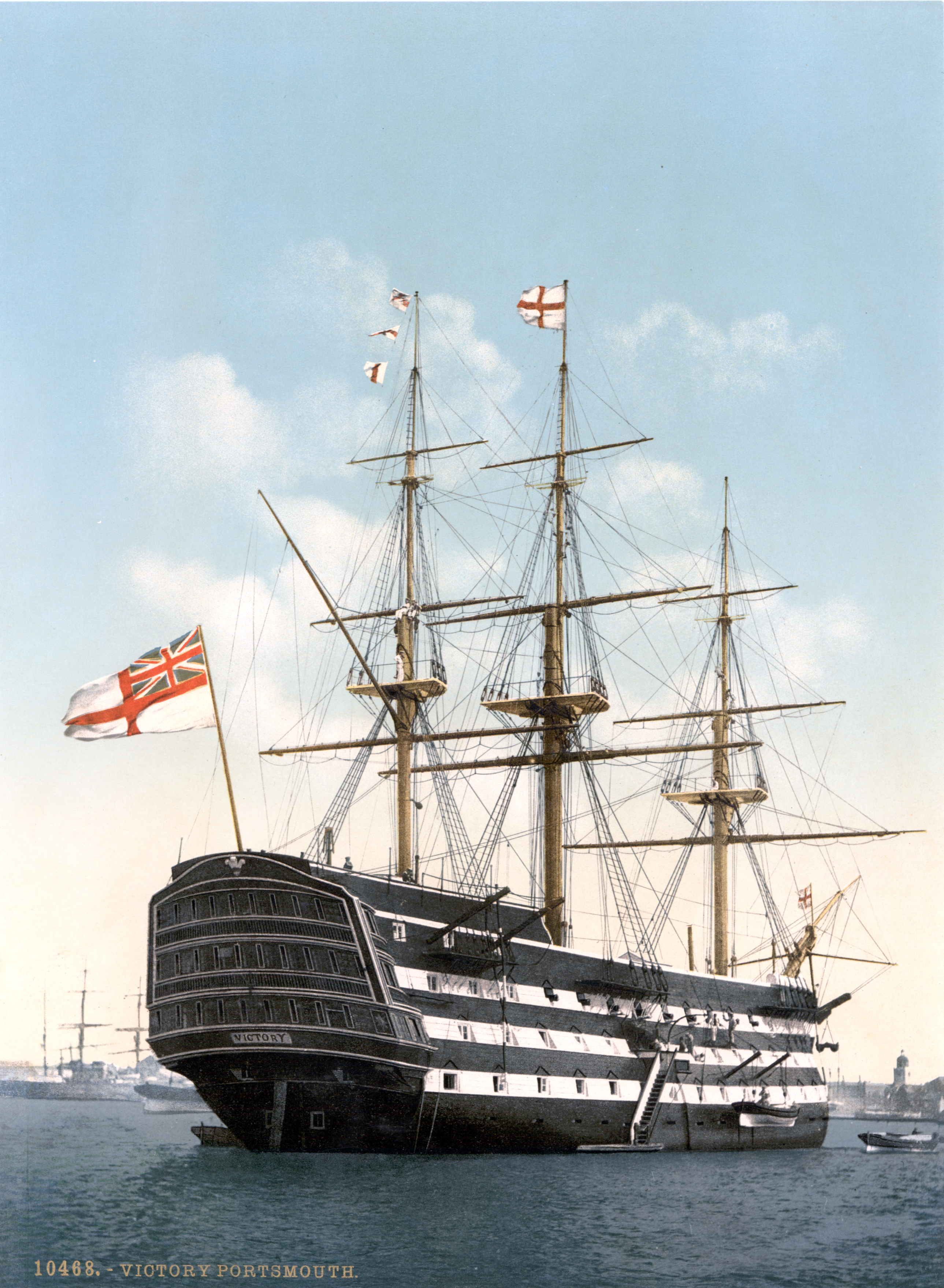
Le, l'un des plus célèbres navires de sa Majesté.

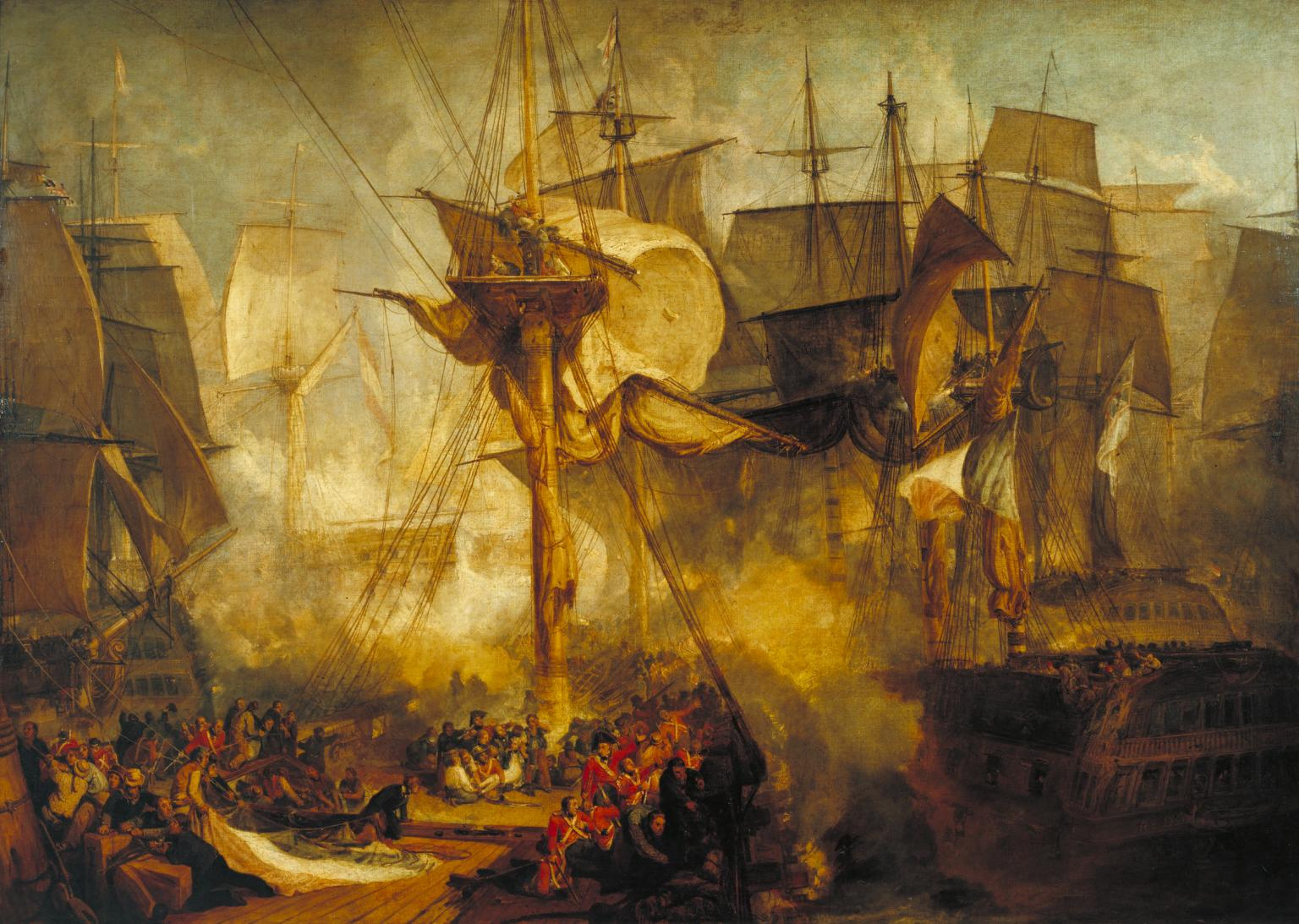
La bataille de Trafalgar en 1805

Une série de conflits quasiment ininterrompus, opposant la France au Royaume-Uni, débuta alors, et ne devait s'achever qu'en 1815. Les îles Britanniques furent avantagées dans cette lutte car elles pouvaient se concentrer sur l'obtention de la supériorité navale sans trop se préoccuper de se défendre contre un envahisseur terrestre, ce qui ne fut jamais le cas de leur ennemi.
Au cours de cette période, les victoires navales contre la France furent donc nombreuses :
- La bataille de la Hougue, remportée par Edward Russell, en 1692
- les deux batailles du Cap Finisterre par Anson, en 1747
- la Baie de Quiberon par Edward Hawke en 1759
- la bataille des Saintes par George Brydges Rodney en 1782.
- la troisième Bataille d'Ouessant ou Glorious first of June par Richard Howe en 1794
- les batailles d'Aboukir et de Trafalgar en 1798 et 1805, par Horatio Nelson

Malgré tout la France ne fut pas complètement en reste grâce à la victoire contre la flotte anglo-hollandaise à Pevensay ou Béveziers (en français) en 1690, la victoire dans la guerre d'indépendance américaine, à la fin du XVIIIe siècle et une guerre de course menée par des corsaires.
Dans le même temps, les restes de l'empire naval espagnol restèrent un objectif de choix pour la Grande-Bretagne, entre autres :
- la capture de la base de Gibraltar par l'amiral Rooke, où l'on vit le premier emploi de l'infanterie d'élite que sont les Royal Marines.
- la croisière de l'amiral Anson, contre le commerce espagnol en 1739
- les victoires du cap Saint-Vincent et de Trafalgar en 1797 et 1805, par Horatio Nelson.

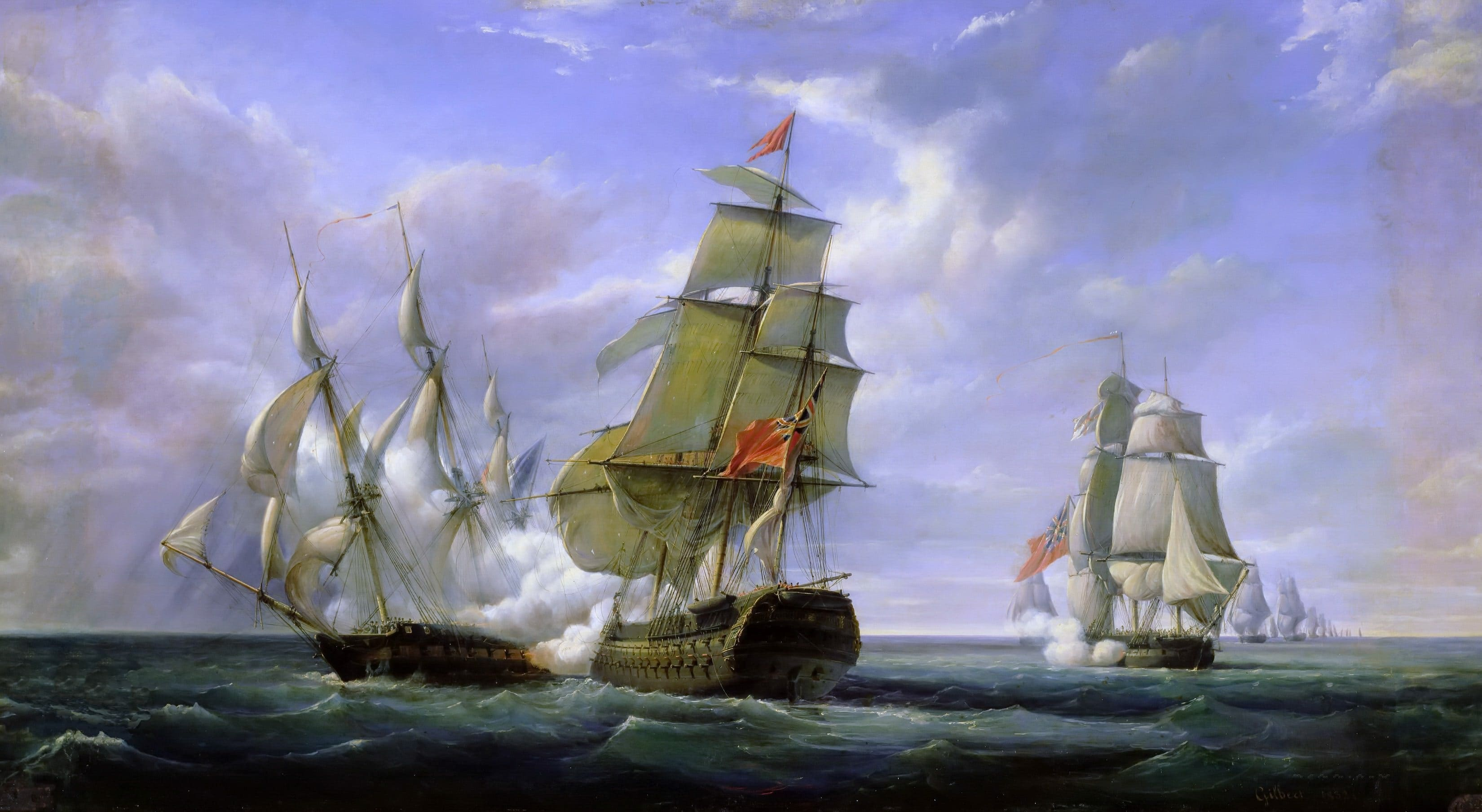
Le combat de la frégate française La Canonnière contre le vaisseau britannique Tremendous et une autre frégate, 21 avril 1806

Notons en 1797 les mutineries de Spithead et de Nore à la suite des dures conditions de travail des matelots.
Durant la seconde partie des guerres napoléoniennes, entre 1806 et 1814, elle perd 18 vaisseaux et 45 frégates contre 26 vaisseaux et 49 frégates perdus pour la marine française.
En 1812, la marine compte 145 vaisseaux, 150 frégates et 421 bâtiments légers armés par 5 000 officiers et 145 000 marins tandis que son budget passe en moins de dix ans de 12 à plus de 20 millions de livres sterling. Sur l'ensemble de la période du Consulat et du Premier Empire, les sommes dépensées par la France pour sa flotte représente environ 37 % de celles consacrées par la Grande-Bretagne à sa Royal Navy.
La Royal Navy et les corsaires mandatés par la couronne britannique ont effectué environ 35 000 captures au cours des 14 guerres navales menées par cette dernière entre 1652 et 1817.
Le résultat de ces affrontements étalés sur plus de cent années est une supériorité du Royaume-Uni incontestable sur mer, que tous ses rivaux sont dans l'incapacité de lui disputer. C'est grâce à la Royal Navy que le Royaume-Uni peut imposer, au sortir des guerres napoléoniennes, sa Pax Britannica sur son gigantesque empire colonial.

### La suprématie de l'ère Victorienne (1815-1905)
Bien que cette paix forcée ne soit pas exempte de remous, la Royal Navy possède durant cette période un tel avantage, aussi bien numérique que qualitatif, qu'elle ne peut connaître et ne connait plus de défaite sur mer. Ses dernières défaites remontent à la guerre de 1812, contre les États-Unis, et encore elles ne concernaient que des rencontres individuelles de frégates. La première nouvelle défaite n'interviendra que le 1er novembre 1914 à Coronel.
Elle ne reste pas inactive pour autant car de nombreuses actions se succèdent :
- le bombardement d'Alger en 1816
- la bataille de Navarin en 1827, lors de la guerre d'indépendance grecque
- la première guerre de l'opium contre la Chine en 1839
- le bombardement de Saint-Jean-d'Acre en 1840
- la guerre de Crimée en 1855
- le bombardement d'Alexandrie en 1882

Mais elle reste capable de surclasser tout ce qui lui est opposé. Bien que la marine française sous le Second Empire innove souvent dans les nouvelles technologies de la révolution industrielle, qui amènent à une modification de la guerre navale, le Royaume-Uni avec sa capacité de production reste en pointe, grâce à :
- la propulsion à vapeur, dans laquelle elle se lance dès 1821 en équipant le Comet. Les frégates et vaisseaux propulsés par des roues à aubes sont construits en grand nombre entre 1830 et 1840, date à laquelle l'hélice succédant à la roue à aubes, de nouvelles constructions ou des conversions sont entreprises. La Royal Navy fut aussi la première marine du monde à abandonner complètement la voile sur un gros bâtiment avec le cuirassé Devastation en 1871.
- le blindage des coques, qu'elle entreprend, bien que précédée par la marine française, dès 1860, en produisant rapidement plus de cuirassés que toutes les marines réunies.
- l'artillerie, avec des canons, en particulier ceux de la fabrique Armstrong, qui sont parmi les plus puissants construits.
- la construction de navires en fer, dans laquelle elle se lance après quelques hésitations, dès 1860.

Ce contrôle de la mer devient, lors de cette période, vital pour le Royaume-Uni, car son économie s'est tellement spécialisée lors de la révolution industrielle que la subsistance même de la population britannique dépend des importations alimentaires.
En 1864, une réforme intervient qui supprime l'organisation traditionnelle en escadrons de couleur. La Royal Navy garde la seule enseigne blanche, la rouge est attribuée à la marine de commerce et la bleue à la réserve et aux auxiliaires.
Le « two-power standard » de 1889 impose à la Royal Navy d'être assez puissante pour pouvoir défaire les deux puissances navales les plus puissantes après elle.
Si elle est contre le développement des premiers sous-marins qui mettent en cause sa suprématie traditionnelle, elle adopte rapidement la télégraphie sans fil  qui révolutionne l'art du commandement en mer. À la fin de 1900, elle disposait de 32 postes Marconi et 19 postes Jackson, ainsi que de trois stations côtières.
Au 31 décembre 1901, la Royal Navy disposait d'un total de 105 postes et de huit stations côtières.
En 1904, environ la moitié de la flotte était équipée de postes sans fil. l'Amirauté a obtenu la capacité d'envoyer des ordres sans fil à des navires partout dans les eaux territoriales et en Méditerranée en 1906, en 1909, 157 navires étaient équipés de radio et en 1914, ce nombre était passé à 435.
| Année | Dépenses de la Marine britannique | Dépenses de la Marine française | Effectifs de la Marine britannique | Effectifs de la Marine française |
| --- | --------------------------------- | ------------------------------- | ---------------------------------- | -------------------------------- |
| 1835 | 106 132 875 francs germinal       | 55 442 675                      | 26 041                             | 16 628                           |
| 1836 | 113 338 575                       | 60 986 125                      | 30 195                             | 21 685                           |
| 1837 | 119 718 275                       | 58 798 725                      | 31 289                             | 23 812                           |
| 1838 | 120 299 750                       | 64 177 700                      | 32 028                             | 24 500                           |
| 1839 | 129 937 775                       | 69 772 025                      | 34 857                             | 33 107                           |
| 1840 | 145 601 750                       | 88 501 450                      | 37 665                             | 25 457                           |
| 1841 | 170 128 775                       | 113 562 375                     | 41 389                             | 40 171                           |
| 1842 | 170 454 325                       | 116 640 425                     | 43 105                             | 36 416                           |
| 1843 | 159 574 750                       | 90 283 225                      | 40 229                             | 31 345                           |
| 1844 | 156 253 000                       | 97 203 125                      | 38 343                             | 30 240                           |
| 1845 | 173 588 000                       | 96 187 450                      | 40 084                             | 28 979                           |
| 1846 | 195 086 625                       | 112 685 675                     | 43 314                             | 30 970                           |
| 1847 | 200 346 825                       | 128 642 500                     | 44 969                             | 32 169                           |
| 1848 | 198 057 175                       | 124 646 800                     | 43 978                             | 28 760                           |
| 1849 | 173 567 424                       | 98 181 900                      | 39 535                             | 27 063                           |
| 1850 | 160 922 075                       | 85 171 650                      | 39 093                             | 24 679                           |
| 1851 | 146 247 925                       | 82 343 425                      | 38 957                             | 22 316                           |
| 1852 | 165 687 600                       | 86 550 775                      | 40 451                             | 25 016                           |
| 1853 | 166 014 000                       | 98 845 950                      | 45 885                             | 28 513                           |
| 1854 | 304 569 225                       | 177 885 425                     | 61 457                             | 48 812                           |
| 1855 | 475 367 700                       | 217 568 050                     | 67 791                             | 54 479                           |
| 1856 | 400 350 875                       | 208 267 250                     | 60 659                             | 40 882                           |
| 1857 | 259 750 000                       | 126 757 600                     | 53 919                             | 29 289                           |
| 1858 | 250 726 175                       | 133 426 500                     | 55 883                             | 29 602                           |
| 1859 | 276 805 075                       | 208 347 025                     | 72 400                             | 38 470                           |
| Source : Xavier Raymond, « Les Marines comparées de la France et de l’Angleterre depuis 1815 », Revue des deux Mondes, vol. 39,‎ 1862 (lire en ligne) |                                   |                                 |                                    |                                  |

### Les guerres mondiales (1905-1945)
L'émergence des marines de l'Empire allemand, des É.-U. et de l'empire du Japon, accompagnée de l'alliance franco-russe menace de nouveau la position de la Royal Navy, comme maîtresse des mers. En outre, de nouvelles inventions, comme la torpille et le sous-marin, remettent en cause la suprématie du cuirassé qui est le fondement de la puissance navale britannique. Celle-ci va alors réagir en repensant complètement sa stratégie et sa tactique navale, sous l'impulsion d'hommes comme John Arbuthnot Fisher et Winston Churchill.
Elle redéfinit le cuirassé, avec le lancement du Dreadnought, ouvrant l'ère du bâtiment monocalibre. Elle révolutionne le monde des croiseurs, avec l'apparition de ses croiseurs de bataille et ses croiseurs légers. Avec ces nouveaux navires apparaissent de nouvelles tactiques, privilégiant le combat à des distances inconnues jusque-là. Il en découle aussi une stratégie qu'elle va appliquer pendant la Première Guerre mondiale, le blocus distant.
En 1914, la course aux armements fit que le tonnage de la Royal Navy soit 2 700 000 t., loin devant les 1 380 000 tonnes de la marine impériale allemande.
Les performances au combat de la flotte britannique lors de la Première Guerre mondiale sont loin d'avoir été excellentes[réf. nécessaire], elle a même connu des défaites et failli ne pas être en mesure de continuer le ravitaillement de sa métropole[réf. nécessaire], mais elle a pu imposer un blocus à l'Allemagne (blocus allié de l'Allemagne) ce qui a été décisif pour les alliés et a remporté toutes les batailles décisives pendant la bataille de l'Atlantique. Celle-ci n'a en stock que huit semaines de denrées alimentaires et six mois de matières premières au déclenchement du conflit et le maintien de ses voies de ravitaillement est la priorité.
L'amirauté et en particulier l'amiral Jelicoe ont tardé à adopter la parade des convois contre la guerre sous-marine sans restriction imposée par le Reich allemand, car ils étaient obnubilés par la perspective d'un affrontement majeur de surface contre la Kaiserliche Marine et hésitaient à divertir leurs réserves pour former des escortes. Quand l'affrontement survint entre les deux flottes au Jutland en 1916, le résultat fut décevant, les Allemands réussissant à échapper à l'annihilation. Par contre le blocus résultant de l'action des sous-marins allemands lors de la première bataille de l'Atlantique faillit bien étrangler l'économie britannique en la privant de son approvisionnement en matières premières et contraindre la population des îles Britanniques à la famine, seule l'intervention américaine permit après leur entrée en guerre de redresser la situation. Une autre déconvenue fut l'échec des opérations lors de la bataille des Dardanelles, en grande partie imputable aux erreurs et tergiversations du commandement britannique. Cette défaite faillit d'ailleurs mettre un point final à la carrière de Winston Churchill. De façon générale, l'amirauté a manqué d'initiative et d'inventivité pour utiliser sa grande supériorité numérique en cuirassés démodés, en utilisant ceux-ci pour des opérations contre les côtes ou les ports de l'Allemagne, à l'exemple de ce qui fut tenté contre le port de Zeebruge et Ostende, à la fin de la guerre. Stratégiquement, par contre, le blocus distant a bien fonctionné ; la flotte de surface allemande est restée réduite à l'inaction qui l'a poussée à la mutinerie et par la suite à la reddition et au sabordage à Scapa Flow, elle n'a jamais pu menacer directement le commerce britannique, après l'écrasement de la flotte de l'amiral Maximilian von Spee. Ses pertes humaines sont estimées à 32 287 hommes et femmes, la marine marchande britannique a aussi payé un lourd tribut avec un nombre de morts estimé à 14 661.
| Type                                                            | Nombre    |
| --------------------------------------------------------------- | --------- |
| Cuirassés                                                       | 70 (81)   |
| Dont dreadnoughts                                               | 33        |
| Croiseurs                                                       | 130 (111) |
| Destroyers, torpilleurs                                         | 520       |
| Sous-marins                                                     | 70 (51)   |
| Navires auxiliaires (vedettes, chalutiers, yachts et dragueurs) | 7 075     |
| Effectif global                                                 | 407 316   |
| Dont réservistes                                                | 218 779   |
| Source : Marc Benoist, Les Marines étrangères, 1938             |           |

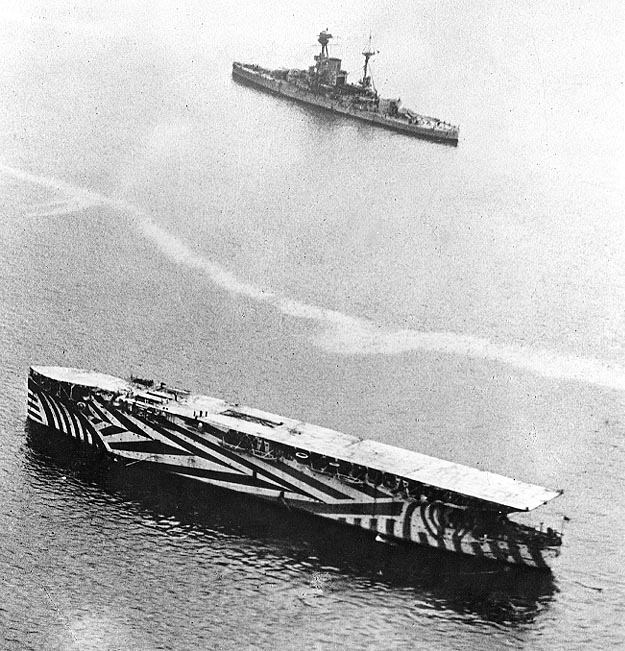
Le, le 1er porte-avions à pont plat de l'histoire

Même si elle remporte la victoire en 1918, la Royal Navy bien qu'encore très puissante, n'a pu emporter la décision seule, y compris sur mer. L'appoint de l'US Navy et des marines française et japonaise a été loin d'être négligeable, en particulier dans la lutte anti-sous-marine pour résoudre le problème posé par les U-Boots allemands le long des voies de communications, les effectifs britanniques se révélant nettement insuffisants pour ce rôle. De plus la supériorité des bâtiments britanniques fut loin d'être évidente, y compris lors d'engagements majeurs de surface.

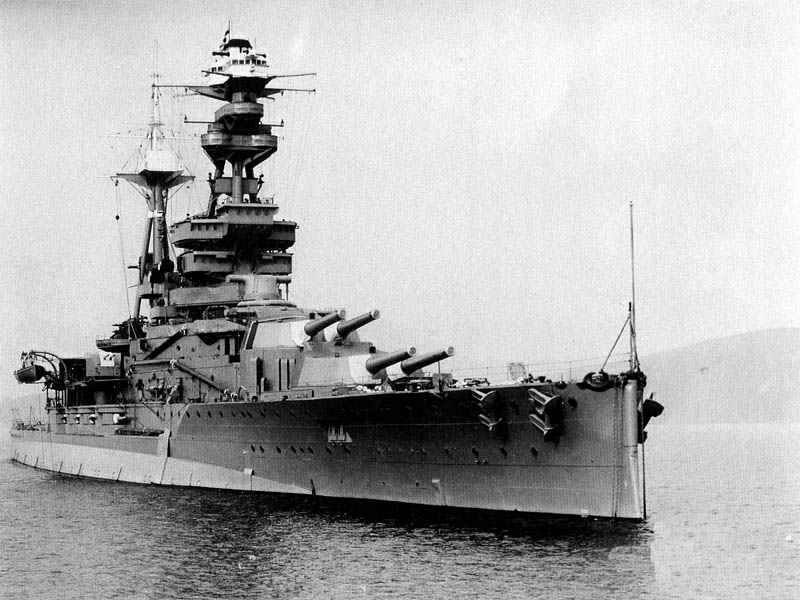
HMS Royal Oak en 1937

Durant l'entre-deux-guerres, la Royal Navy conserva sa place de première puissance navale malgré un très rapide désarmement (les dépenses pour la marine passent de 334 millions de livre sterling durant l'exercice 1918-1919 à 92 millions durant l'année fiscale 1920/1921), peut-être en grande partie grâce au traité de Washington, qui figeait la situation en l'état car son économie était, au sortir de la guerre, en perte de vitesse.
Les seules grandes opérations qui eurent lieu lors de cette période, furent l'intervention au profit des armées blanches pendant la guerre civile russe lors, entre autres, de l'intervention en Russie septentrionale. Durant la campagne britannique dans la Baltique (en) pendant la guerre d'indépendance de l'Estonie contre la marine soviétique, elle perd 6 navires de guerre (1 croiseur léger de classe C, 2 destroyers, 1 sous-marin classe L, 2 dragueurs de mines), ainsi que 3 navires auxiliaires, 8 vedettes-torpilleurs et 37 avions. 36 bateaux de guerre, 25 navires auxiliaires ont été endommagés. 107 membres de la RN et 5 de la RAF sont morts au combat.
La perte de la flotte soviétique s'est élevée à 8 navires (le croiseur Oleg, 5 destroyers, le navire-école Mémoire d'Azov, 1 navire-sentinelle), dont cinq ont été coulés et trois capturés. En outre, 4 navires dont le cuirassé André l'Apôtre qui ne reprendra plus la mer ont été sérieusement endommagés. Un minimum de 481 marins soviétiques sont morts et 251 capturés.
Le milieu des années 1930 et l'émergence des régimes totalitaires, réveilla la course aux armements navals, le Royaume-Uni dut suivre et il recommença à construire de nouveaux bâtiments et à moderniser les anciens, même si le rythme était moins soutenu qu'auparavant.
| Type                                                | Nombre |
| --------------------------------------------------- | ------ |
| Porte-avions                                        | 6      |
| Cuirassés                                           | 12     |
| Croiseurs de bataille                               | 3      |
| Croiseurs                                           | 52     |
| Destroyers                                          | 154    |
| Sous-marins                                         | 55     |
| Source : Les Marines étrangères, Marc Benoist, 1938 |        |

Le budget de la Marine anglaise voté pour 1939 s'est élevé à 149 millions de livres sterling, soit plus de 26 milliards de francs français de l'époque, en augmentation de près de 20 % sur le chiffre correspondant de 1938. Sur ce total, plus de 8 milliards de francs sont consacrés aux constructions neuves.
Le 31 mars 1939, le tonnage en construction était} de 660 000 tonnes contre 140 000 au 1er janvier 1935.
Les résultats de la flotte au cours de la Seconde Guerre mondiale furent en général bons, sûrement meilleurs que pendant la première. La flotte sut assez rapidement s'adapter à l'évolution technique, en particulier à la montée en puissance de l'aviation.
Le danger sous-marin fut particulièrement bien réglé lors de la seconde bataille de l'Atlantique, surtout vu l'augmentation de la menace du fait de la capture de bases sur la côte atlantique par les forces allemandes et des performances des nouveaux submersibles, mais la tactique gagnante étant connue, le système des convois, le seul problème fut de mettre en ligne suffisamment d'escorteurs (rassemblés dans la Mid-Ocean Escort Force), et là encore les Britanniques surent innover avec la mise au point des corvettes puis des frégates et des porte-avions d'escorte, spécialisés dans ce rôle avec l'aide importante de l'industrie des États-Unis qui fournit les 39 petits porte-avions, plus de 100 frégates et la majorité de l'aéronavale et la quasi-totalité des bâtiments de débarquement ainsi que celle du Canada qui livra 200 escorteurs. L'exploitation du radar et de l'ASDIC dont, 2 690 navires étaient équipés fut déterminante pour remporter la victoire.
En décembre 1941, 33% de l'ensemble de la main-d'œuvre britannique étaient engagée dans la réparation, le réaménagement et la conversion de navires de guerre. Cela n'incluait pas la main-d'œuvre et les matériaux dédiés à la nouvelle construction de navires de guerre et de navires marchands (nécessaires pour remplacer les graves pertes infligées par les sous-marins allemands).
En Méditerranée, la Royal Navy prit assez facilement l'ascendant sur la marine italienne, malgré la disparition de la Marine nationale française et put créer les conditions de victoire sur le front nord-africain en coupant tout ravitaillement aux troupes de l'Axe. Les seules grandes difficultés furent rencontrées contre l'empire du Japon, en grande partie du fait de la longueur des lignes de communication et de l'aspect secondaire du théâtre d'opération. Pour défendre les intérêts britanniques en Asie de l’Est, la Stratégie de Singapour imaginée durant l'entre-deux-guerres fut un échec.
Les pertes furent tout de même lourdes avec un minimum de 1 081 navires de toutes catégories coulés durant cette guerre sur un total de 9 469 mis en ligne.
On note la disparition de 8 navires de ligne, 10 porte-avions, 30 croiseurs, 148 destroyers, 75 sous-marins et 49 escorteurs. Les pertes humaines, en comptant les Royal Marines et les Defensively Equipped Merchant Ships, sont de 63 787 personnes toute causes confondues
Mais en 1945, la flotte dut se rendre à l'évidence, elle était reléguée au rang de brillant second devant la supériorité numérique et technique des navires de l'US Navy. Sa flotte de navires de ligne est en nette diminution ; elle est devenue essentiellement une force de lutte anti-sous-marine et la situation désastreuse de l'économie du Royaume-Uni combinée avec le vieillissement de l'équipement industriel fait qu'elle ne dispose plus du support économique qui constituait le fondement de sa puissance d'autrefois.
| Ordre de bataille de la Royal Navy    |                                     |                    |
| Équipement principaux                 | septembre 1939                      | août 1945          |
| Cuirassés                             | 19                                  | 16                 |
| Porte-avions                          | 6                                   | 52                 |
| Croiseurs                             | 80                                  | 62                 |
| Destroyers                            | 185                                 | 171                |
| Destroyers d'escorte                  |                                     | 86                 |
| Frégates                              |                                     | 195                |
| Corvettes                             |                                     | 309                |
| Avisos                                |                                     | 37                 |
| Sous-marins                           | 60                                  | 131                |
| Vedettes                              |                                     | 2 160              |
| Dragueur de mines                     |                                     | 280                |
| Navires amphibies (péniches incluses) |                                     | 4 470              |
| Navires divers                        | 109 (patrouilleurs à barges inclus) | 278                |
| Aéronavale                            |                                     |                    |
| dont avions de combat                 |                                     |                    |
| Tonnage                               | 2,1 millions de t                   | 2,6 millions de t. |

### De l'après-guerre à nos jours

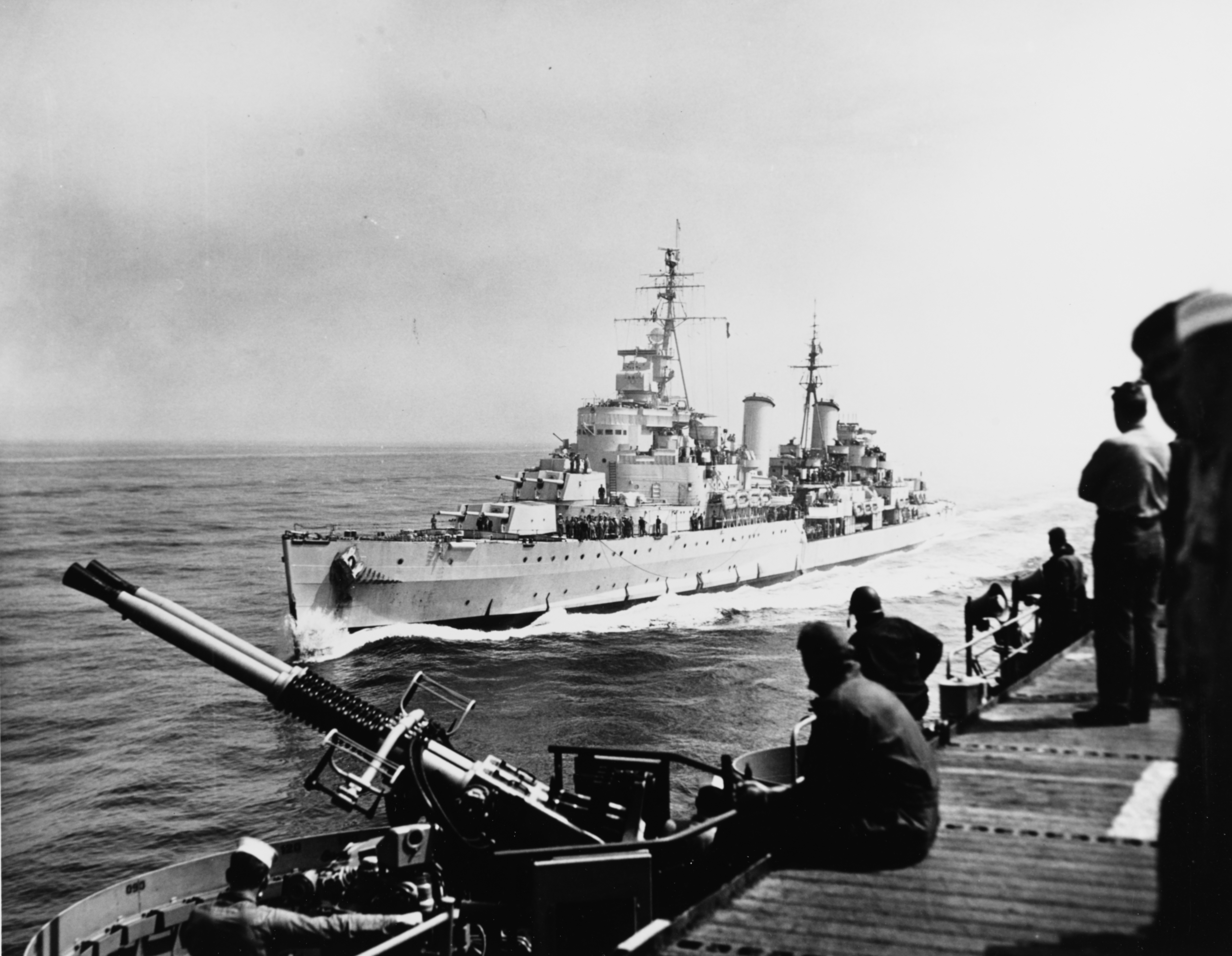
Croiseur durant la guerre de Corée en 1952.

Lors du conflit, la Royal Navy céda finalement son premier rang au profit de l'US Navy, soutenue par une économie autrement puissante et dynamique. Cette dernière possédait désormais un tel avantage au moins numérique qu'elle se retrouvait dans la même position que la flotte britannique au siècle précédent. Sa flotte de porte-avions géants, en particulier, lui donnait la possibilité de contrôler les mers du globe, en comptant sur ses seules forces. Durant la guerre de Corée, la marine britannique ne put jouer que le rôle d'auxiliaire de la flotte du Pacifique américaine.
La crise du canal de Suez en 1956, victoire militaire mais défaite politique majeure montrant l'affaiblissement du Royaume-Uni sur la scène internationale décida le gouvernement à abandonner l'ambition d'une flotte puissante et conduisit à des coupes draconiennes dans ses rangs.
La Royal Navy allait encore perdre un rang avec l'apparition d'une nouvelle et puissante flotte de bâtiments ultra-modernes, la marine soviétique, destinée à contrer la toute-puissance américaine sur mer. La marine créée par l’amiral Sergueï Gorchkov, réussit à rivaliser en quelques années, avec la marine des États-Unis, en alignant un très grand nombre de sous-marins, croiseurs et destroyers, par contre elle ne put jamais menacer l'avantage aéronaval des occidentaux.
La décision politique prise à la fin des années 1960 d'abandonner les porte-avions conventionnels pour se focaliser sur les sous-marins lanceurs de missile balistique, diminua encore les capacités de la flotte de surface de la Royal Navy et la força à ne plus envisager de combattre en dehors d'une opération combinée de l'OTAN.
Cependant, la seule occasion pour la marine britannique, de combattre dans cette période, intervint avec la guerre des Malouines contre l'Argentine, en 1982, qui fut une opération uniquement nationale. Ceci créa alors pas mal de difficultés et força la Royal Navy à quelques improvisations, mais elle y prouva alors la nette supériorité de ses marins professionnels, et sa traditionnelle capacité d'opérer fort loin de ses bases, malgré la perte de quatre navires.

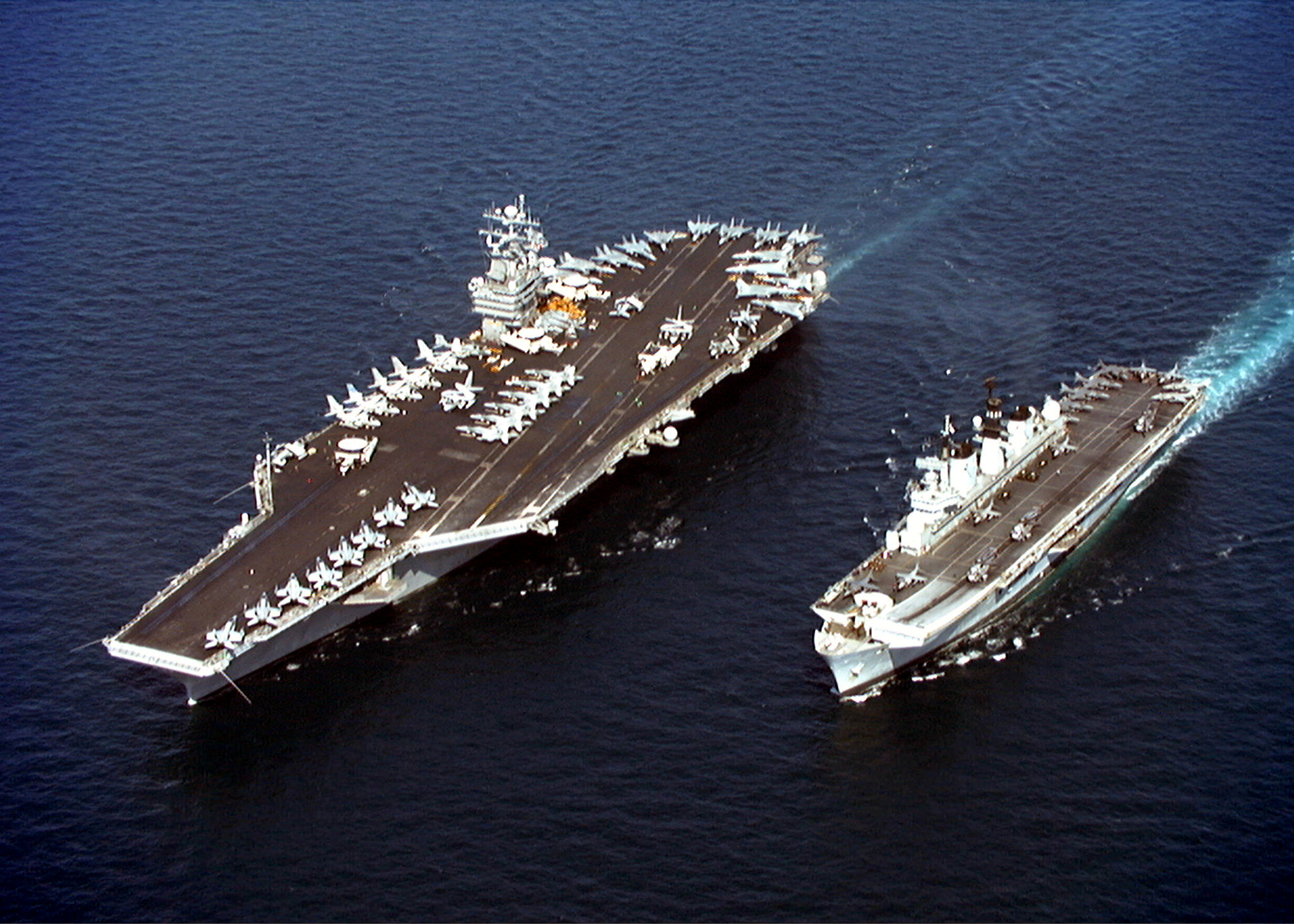
patrouillant avec l'USS Stennis

Ses navires ont apporté un appui feu et servi de base de départ pour les opérations des Royal Marines lors de la guerre du Koweït en 1991 et d'Irak de 2003, et ont contribué de façon importante à la flotte déployée lors de ces interventions.
Il n'empêche, en ce début de XXIe siècle, la flotte de Sa Majesté ne s'est jamais trouvée dans une telle situation de faiblesse. Disposant d'une soixantaine de bâtiments de combat de surface et de plus de 30 sous-marins dans les années 1980, elle n'aligne plus en 2006 que 28 navires de premier rang (porte-avions, porte-hélicoptères, destroyers et frégates) et de 13 sous-marins (9 sous-marin nucléaire d'attaque et 4 SNLE), elle se place alors en tonnage au 4e rang mondial derrière la marine de la république populaire de Chine.

#### Évolution de la flotte depuis 1960
| Année | Sous-marins | Sous-marins | Sous-marins | Sous-marins | Porte-avions | Porte-avions | Porte-avions | Bâtiments d'assaut | Navires de combat | Navires de combat | Navires de combat | Navires de combat | Navires de guerre des mines | Navires de patrouille et embarcations | Total |
| Année | Total       | SNLE        | SNA         | SS et SSK   | Total        | CV           | CV(L)        | Bâtiments d'assaut | Total             | Croiseurs         | Destroyers        | Frégates          | Navires de guerre des mines | Navires de patrouille et embarcations | Total |
| ----- | ----------- | ----------- | ----------- | ----------- | ------------ | ------------ | ------------ | ------------------ | ----------------- | ----------------- | ----------------- | ----------------- | --------------------------- | ------------------------------------- | ----- |
| 1960  | 48          | 0           | 0           | 48          | 9            | 6            | 3            | 0                  | 145               | 6                 | 55                | 84                |                             |                                       | 202   |
| 1965  | 47          | 0           | 1           | 46          | 6            | 4            | 2            | 0                  | 117               | 5                 | 36                | 76                |                             |                                       | 170   |
| 1970  | 42          | 4           | 3           | 35          | 5            | 3            | 2            | 2                  | 97                | 4                 | 19                | 74                |                             |                                       | 146   |
| 1975  | 32          | 4           | 8           | 20          | 3            | 1            | 2            | 2                  | 72                | 2                 | 10                | 60                | 43                          | 14                                    | 166   |
| 1980  | 32          | 4           | 11          | 17          | 3            | 0            | 3            | 2                  | 67                | 1                 | 13                | 53                | 36                          | 22                                    | 162   |
| 1985  | 33          | 4           | 14          | 15          | 4            | 0            | 4            | 2                  | 56                | 0                 | 15                | 41                | 45                          | 32                                    | 172   |
| 1990  | 31          | 4           | 17          | 10          | 3            | 0            | 3            | 2                  | 49                | 0                 | 14                | 35                | 41                          | 34                                    | 160   |
| 1995  | 16          | 4           | 12          | 0           | 3            | 0            | 3            | 2                  | 35                | 0                 | 12                | 23                | 18                          | 32                                    | 106   |
| 2000  | 16          | 4           | 12          | 0           | 3            | 0            | 3            | 3                  | 32                | 0                 | 11                | 21                | 21                          | 23                                    | 98    |
| 2005  | 15          | 4           | 11          | 0           | 3            | 0            | 3            | 2                  | 28                | 0                 | 9                 | 19                | 16                          | 26                                    | 90    |
| 2006  | 14          | 4           | 10          | 0           | 3            | 0            | 3            | 3                  | 25                | 0                 | 8                 | 17                | 16                          | 22                                    | 83    |
| 2010  | 12          | 4           | 8           | 0           | 3            | 0            | 3            | 3                  | 24                | 0                 | 7                 | 17                | 16                          | 23                                    | 78    |

### Prévisions de 2010
Les annonces faite le 19 octobre 2010 lors de la Strategic Defense and Security Review à la suite de la décision de réduire le budget de la défense de 8 % annonce un effectif de 30 000 marins et personnels d’ici 2015 et 29 000 d’ici 2020. En décembre 2010, il est prévu que la flotte sera composée ainsi :
- Maintien de la construction des 2 porte-avions classe Queen Elizabeth mais ils seront munis de catapultes et un seul sera opérationnel vers 2016 en version porte-hélicoptères jusqu'en 2010, le sort du deuxième livré vers 2020 n'est pas défini. Mais les coûts de conversion de cette configuration ont finalement conduit le gouvernement britannique à revoir une fois de plus son choix. En mai 2012, le Royaume-Uni choisit finalement le projet initial en configuration STOVL[26]
- Le porte-aéronefs HMS Illustrious, sera maintenu jusqu'en 2014, mais comme porte-hélicoptères.
- 7 sous-marins nucléaires d'attaque (à terme tous de classe Astute)
- 4 sous-marins lanceurs d'engins classe Vanguard
- 19 navires de premier rang dont :
  - 6 destroyers de lutte anti-aérienne Type 45 classe Daring
  - 13 frégates Type 23 remplacé par des Type 26 à partir 2020
- 1 LPH (HMS Ocean finalement vendu à Brésil en 2018)
- 1 LPD classe Albion (le 2e en réserve)
- 3 LPD classe Bay
- 4 patrouilleurs hauturiers (type Tyne)
- 15 chasseurs de mines (8 classeHunt et 7 classe Sandown)
- 2 TCD et 3 TCD auxiliaires

La Royal Fleet Auxiliary aurait dû comprendre :
- 1 porte-aéronefs auxiliaire (RFA Argus (A135))
- 1 ravitailleur polyvalent
- 2 ravitailleurs de combat
- 5 pétroliers-ravitailleurs.

L'ensemble devait alors représenter un tonnage de 396 000 tonnes (dont 285 000 tonnes de bâtiments de combat), contre 476 000 tonnes tonnes en 2008 et 589 000 tonnes tonnes en 1988 et en 2012, elle aurait été au 5e rang mondial au niveau du tonnage derrière la marine japonaise.
À la suite du retrait des Harriers fin 2010, la marine reste environ 11 ans sans avions de combat embarqué. C'est avec le déploiement du United Kingdom Carrier Strike Group 21 en 2021 que le groupe aéronaval du Royaume-Uni retrouve des chasseurs, mais il s'agit de F-35B du No. 617 Squadron RAF et la United States Marine Corps Aviation. Le premier escadron de la Fleet Air Arm devant être opérationnel, le 809 Naval Air Squadron (en) au mieux en 2025

### 2025
Disposant d'environ 400 navires de guerre en 1945, la Royal Navy en possédait 130 en 1990, 117 en 2022 et seulement 62 en 2025,.

## Commandements et flottes historiques

### Flottes
- Home Fleet
- Grand Fleet
- Channel Fleet
- Mediterranean Fleet
  - Force B
  - Force C
- Eastern Fleet, puis East Indies Fleet, puis Far East Fleet
- British Pacific Fleet
- British Reserve Fleet
- British Western Fleet
- Force H

### Commandements
- Nore Command
- Plymouth Command
- Portsmouth Command
- Rosyth Command
- Scotland and Northern Ireland Command
- China Station
- Australia station
- East Indies Station
- North America and West Indies Station
- South Atlantic and South American Station